# Interactionnisme symbolique
L’interactionnisme symbolique est une approche issue de la sociologie et de la pragmatique américaine qui a subi plusieurs inflexions de ses fondements théoriques depuis son apparition, vers la fin des années 1930. Cette théorie remet radicalement en question les consensus de l'époque dans le domaine de la psychologie sociale. Elle s'enrichit des recherches contemporaines de divers domaines comme l'éthologie, la pragmatique, la linguistique et la philosophie. L'interactionnisme symbolique se constitue en partie par le refus du déterminisme psychobiologique, du behaviorisme, ainsi que de l'approche psychanalytique, et considère l'utilisation pratique du langage par les êtres humains afin de créer des symboles et du sens commun dans la communication interpersonnelle. Le philosophe et sociologue George Herbert Mead, le sociologue Charles Horton Cooley et le psychologue John Dewey participent abondamment à l'élaboration et au développement de cette théorie.

## Premier temps
Dans un premier temps, l'émergence du cadre théorique de l'interactionnisme symbolique découle d'une rupture paradigmatique effectuée par George Herbert Mead en psychologie sociale. En effet, Mead se dégage des paradigmes psychologiques dominants de l’époque, le béhaviorisme et la psychanalyse, pour développer une approche inter-relationnelle et coconstructive du sens. Sa thèse est que, premièrement, l'accès cognitif au sens des phénomènes, tant subjectifs qu'objectifs, découle inévitablement d'une interprétation et, deuxièmement, que la formation du cadre interprétatif découle des processus dynamiques d'interaction inter-individuelle. Ainsi, selon ce cadre théorique meadien, développé à l'aide de recherches en éthologie, l'interaction symbolique (communication verbale et non verbale) entre les individus humains ou animaux détermine le sens que ces derniers accordent au monde et à leurs propres états mentaux.

## Second temps
Dans un deuxième temps, ce cadre théorique meadien s’intégra à la tradition sociologique de l’école de Chicago, grâce à des élèves de Mead, tel que Herbert Blumer et plusieurs autres, qui, alliant le cadre meadien aux méthodes d’observation directe, développèrent une micro-sociologie interactionniste s’opposant aux paradigmes dominants en sociologie : le fonctionnalisme et le culturalisme. La caractéristique commune de ce double mouvement est, en plus d’une évidente position oppositionnelle et polémique, le refus fondamental d’un déterminisme biologique et social de l’individu. 
À cette époque, l’approche interactionniste possédait une multitude de démarches et d’interprétations différentes, due à sa position autonome et isolée. En effet, ce n’est que vers les années 1970 que l’interactionnisme consolide sa perspective avec l’élaboration par John Turner d’une théorie du rôle ou encore avec l’œuvre de Anselm Strauss. Cette consolidation lui permet d’étendre l’influence de sa perspective et de s’incorporer à une culture sociologique plus « classique », lui ravissant par le fait même sa position critique et polémique. Il est clair que les notions de sens et de réalité symbolique sont aujourd’hui des concepts centraux des sciences humaines. Cette consolidation se caractérise par l’énonciation par Herbert Blumer de trois principes brefs mais complets définissant l’interactionnisme symbolique :

## Les principes à l'origine de la discipline
1. Les humains agissent à l’égard des choses en fonction du sens qu'ils attribuent à ces choses.
2. Ce sens est dérivé ou provient de l’interaction sociale que chacun a avec autrui.
3. Ces sens sont manipulés dans, et modifiés via, un processus interprétatif utilisé par la personne pour interagir avec les choses rencontrées. »

(traduction d'Herbert Blumer, 1969)
Ainsi, l’action se fonde à partir du sens, ce dernier émerge à travers les interactions interpersonnelles situationnelles grâce à une réalité intersubjective reposant sur des symboles langagiers partagés. Ce deuxième principe s’inscrit directement dans la ligne de pensée de Mead pour qui « l’univers des significations émerge d’un processus de coopération et d’adaptation mutuelle au sein du groupe social. » (De Quieroz, p. 31) Mais c’est le troisième principe qui caractérise le mieux l’approche interactionniste et qui permet de dépasser les cadres déterministes, car c’est ce processus herméneutique d’interprétation qui crée un sens nouveau pour chaque individu transformant sans cesse les significations des objets. C’est cette capacité réflexive qui constitue, pour le sujet, la base de la construction interactionniste : l’individu contrôle ses actions en agissant sur lui-même et le tout selon les circonstances et le contexte.
Au niveau épistémologique, l’interactionnisme symbolique fut fortement influencé par le développement diltheyen de la tradition compréhensive (l'univers social se distingue des sciences de la nature. Il n'est par conséquent pas possible de déterminer les comportements de manière causale : ils ne sont ni prévisibles, ni réplicables comme n'importe quel objet d'expérience. D'où l'intérêt de prendre en compte les interprétations des acteurs individuels et leur représentation.), en opposition avec l’approche explicative (l'exact opposé : postulat d'un positivisme en science sociale), permettant le développement d’un nouveau réalisme ne tombant pas dans l’erreur objectiviste. En effet, l’interactionnisme délaisse, sans toutefois rejeter, les autres méthodes sociologiques ou psychosociologiques, en développant une approche pragmatique acceptant les postulats constructivistes. Les théories interactionnistes sont toujours au goût du jour.

### Chercheurs
- Howard Becker
- Herbert Blumer
- Jean-Michel Chapoulie
- Erving Goffman
- Edward T. Hall
- Everett Hughes
- Robert E. Park
- Jean Peneff
- Alain Pessin
- Georg Simmel
- Anselm Strauss

### Méthodologie
- Interactionnisme
- Méthodologie
- Méthode scientifique